# Mikołaj Gomółka: Melodie na psałterz polski. Opera Omnia. Vols 3 & 4
Mikołaj Gomółka: Melodie na psałterz polski. Opera Omnia. Vols 3 & 4 – dwupłytowy album Chóru Polskiego Radia pod kierownictwem Agnieszki Budzińskiej-Bennett z udziałem wielu innych muzyków (Jerzy Żak, Tomasz Sobaniec, Marc Lewon, Compass Viol Consort), będący drugą częścią zaplanowanego 5-częściowego cyklu albumów ze wszystkimi zachowanymi dziełami Mikołaja Gomółki, z tłumaczeniami psalmów poczynionymi przez Jana Kochanowskiego. Na płycie prezentowane są «Psalmy dziękczynne i pokutne» oraz «Psalmy królewskie». Album został wydany 25 października 2019 przez Agencję Muzyczną Polskiego Radia. Nominacja do Fryderyka 2020 w kategorii «Album Roku Muzyka Dawna».

## Lista utworów
Opracowano na podstawie materiału źródłowego.

### CD1
Psalmy  dziękczynne i psalmy pokutne:
1. Kleszczmy rękoma (Ps. 47)
2. Nowy monarsze możnemu rym (Ps. 98)
3. Pokryy swym miłośierdźim (Ps. 67)
4. Iakokolwiek szczęśćie (Ps. 34)
5. Ciebie my wiecznie wyznawać (Ps. 75)
6. Pan króluie (Ps. 99)
7. Zacznićie nową możnemu (Ps. 96)
8. W troskach głębokich ponurzony – wersja instrumentalna (Ps. 130)
9. Boże w miłosierdźiu swoim (Ps. 51)
10. Usłysz prośby moie (Ps. 102)
11. Wysłuchay, wieczny Boże (Ps. 143)
12. Szcześliwy komu grzechy odpuszczono (Ps. 32)
13. Czasu gniewu y czasu swey zapalczywośći (Ps. 6)
14. Czasu gniewu y czasu Twey popędliwośći (Ps. 38)
15. Pan chce królować (ps. P3)
16. Mam przecz Pana miłować (Ps. 116)
17. Królu na źiemi (Ps. 65)
18. Ciebie ia, póki mi iedno żywota stanie (Ps. 18)
19. Będę ćię wielbił, móy Panie (Ps. 30)
20. Ciebie ia chwalić będę (Ps. 138)

### CD2
Psalmy królewskie:
1. Daj swe baczenie, Boże, królowi (Ps. 72)
2. Serce mi każe śpiewać (Ps. 45)
3. Czemuś, Panie, odstąpił (Ps. 10)
4. Ciebie, o Boże niezmierzony (Ps. 101)
5. Rzekł Pan do pana mego (Ps. 110)
6. Serce mi każe śpiewać – wersja instrumentalna (Ps. 45bis)
7. Panie, za Twoią zawżdy pomocą (Ps. 21)
8. Co za przyczyna tego zamieszania (Ps. 2)
9. Pomni, Panie, Dawida – wersja instrumentalna (Ps. 132)
10. Wsiaday z dobrym sercem, o królu (Ps. 20)
11. Twe miłośierdzie, Twoię prawdę (Ps. 89)
12. Tobie, Panie, pókim żyw, ia muszę dźiękować (Ps. 144)

## Wykonawcy
- Chór Polskiego Radia
- Jerzy Żak – lutnia; Tomasz Sobaniec – perkusja (CD 1)
- Marc Lewon – lutnia, viola d’arco; Compass Viol Consort (CD 2)
- Agnieszka Budzińska-Bennett – kierownictwo artystyczne